# شیداصفهان
شیداصفهان، روستایی از توابع[ش مرکزی شهرستان قزوین|بخش قزوین در استان قزوین ایران است.
[[[یک روستا محروم در استان قزوین]]]

## جمعیت
این روستا در دهستان اقبال غربی قرار دارد و براساس سرشماری مرکز آمار ایران در سال ۱۴۰۲، جمعیت آن ۹۵۶ نفر (۴۰۵خانوار) بوده‌است.
مردم این روستا اکثرا به زبان ترکی آذربایجانی صحبت میکنند 
کشاورزی
محصولات  این روستا عبارت اندز:کشمش،انگور،گندم و .... است.